# Jeremy Hansen
Jeremy Roger Hansen (27 de enero de 1976) es un astronauta canadiense de la CSA. Se unió al cuerpo de astronautas de CSA en 2009 tras un proceso de selección del que también resultó selecto David Saint-Jacques. Antes de su entrenamiento como tal, Hansen tenía el rango de capitán en la Real Fuerza Aérea Canadiense, pilotando aviones de combate CF-18 en la base militar de CFB Cold Lake, Alberta, y años después obtuvo el rango de coronel.

## Vida personal y educación
Hansen nació en London, Ontario y creció en una granja cercana a Ailsa Craig, Ontario, hasta que se mudó a Ingersoll durante su adolescencia. El coronel está casado y tiene tres hijos. A los 12 años comenzó su experiencia como aviador al unirse al programa Air Cadet y obtuvo licencias de planeador y piloto privado a través de este programa a la edad de 17 años.
En 1999, Hansen se graduó con honores de ciencias del espacio en el Royal Military College de Kingston, Ontario. Obtuvo un título de maestría en física por la misma institución en 2000.

## Carrera

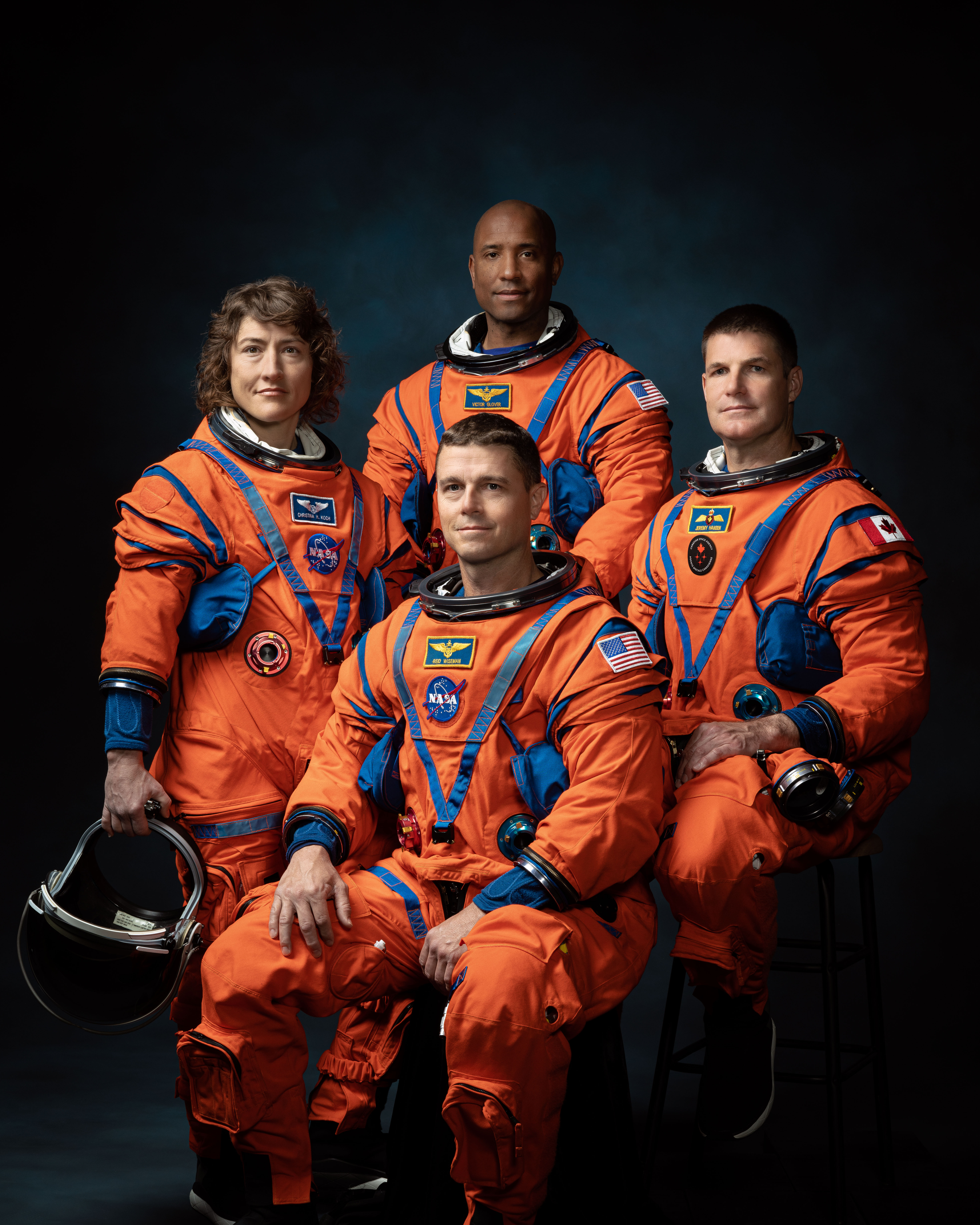
Retrato oficial de la tripulación de Artemis II, de izquierda a derecha: Los astronautas de la NASA Christina Koch, Victor Glover, Reid Wiseman y el astronauta de la Agencia Espacial Canadiense Jeremy Hansen.

De 2004 a 2007, el coronel Hansen sirvió como piloto de combate de aviones CF-18 y ocupó el puesto de Oficial de Operaciones de Combate en Cold Lake, Alberta. En mayo de 2009 fue uno de los dos candidatos selectos por la CSA para iniciar entrenamiento de astronauta junto con el grupo 20 de astronautas de la NASA, el cual finalizó en 2011.
El 10 de junio de 2014, la NASA anunció que Hansen serviría como acuanauta a bordo del hábitat submarino Aquarius, durante la misión NEEMO 19, que comenzó el 7 de septiembre de 2014 y duró siete días.
El 3 de abril de 2023 Hansen fue seleccionado como uno de los 4 astronautas que servirán en la misión tripulada Artemis 2.